# Hull City Association Football Club 2019-2020
Questa voce raccoglie le informazioni riguardanti lo Hull City Association Football Club nelle competizioni ufficiali della stagione 2019-2020.

## Maglie e sponsor
| Casa | Trasferta | Terza divisa |

Sponsor ufficiale: Sportpesa
Fornitore tecnico: Umbro

## Rosa
Rosa aggiornata al 3 marzo 2020.
| N. |                        | Ruolo | Calciatore             |
| -- | ---------------------- | ----- | ---------------------- |
| 1  | Inghilterra (bandiera) | P     | George Long            |
| 2  | Stati Uniti (bandiera) | D     | Eric Lichaj (capitano) |
| 3  | Inghilterra (bandiera) | D     | Ryan Tafazolli         |
| 4  | Paesi Bassi (bandiera) | D     | Jordy de Wijs          |
| 5  | Inghilterra (bandiera) | D     | Reece Burke            |
| 6  | Inghilterra (bandiera) | C     | Kevin Stewart          |
| 8  | Inghilterra (bandiera) | C     | Daniel Batty           |
| 9  | Inghilterra (bandiera) | A     | Tom Eaves              |
| 10 | Spagna (bandiera)      | C     | Jon Toral              |
| 11 | Inghilterra (bandiera) | C     | Marcus Maddison        |
| 12 | Inghilterra (bandiera) | P     | Will Mannion           |
| 13 | Inghilterra (bandiera) | P     | Matt Ingram            |
| 15 | Inghilterra (bandiera) | D     | Angus MacDonald        |
| 16 | Inghilterra (bandiera) | D     | Robbie McKenzie        |
| 17 | Irlanda (bandiera)     | D     | Sean McLoughlin        |

| N. |                             | Ruolo | Calciatore          |
| -- | --------------------------- | ----- | ------------------- |
| 18 | Inghilterra (bandiera)      | C     | George Honeyman     |
| 19 | Inghilterra (bandiera)      | C     | Josh Bowler         |
| 23 | Scozia (bandiera)           | D     | Stephen Kingsley    |
| 24 | Ungheria (bandiera)         | A     | Norbert Balogh      |
| 25 | Inghilterra (bandiera)      | D     | Matthew Pennington  |
| 26 | Australia (bandiera)        | D     | Callum Elder        |
| 27 | Irlanda del Nord (bandiera) | A     | Josh Magennis       |
| 31 | Inghilterra (bandiera)      | A     | Keane Lewis-Potter  |
| 36 | Australia (bandiera)        | C     | Jackson Irvine      |
| 37 | Portogallo (bandiera)       | C     | Leonardo Lopes      |
| 40 | Inghilterra (bandiera)      | C     | James Berry-McNally |
| 41 | Inghilterra (bandiera)      | C     | Herbie Kane         |
| 42 | Norvegia (bandiera)         | A     | Martin Samuelsen    |
| 43 | Inghilterra (bandiera)      | A     | Mallik Wilks        |
|    | Scozia (bandiera)           | A     | James Scott         |